# Shuvuuia
Shuvuuia je rod teropodnih dinosaura sličnih pticama iz perioda kasne krede; nastanjivala je današnju Mongoliju. Pripadnik je porodice Alvarezsauridae, malenih celurosaura koje karakteriziraju kratki, ali snažni prednji udovi specijalizirani za kopanje. Tipična i jedina poznata vrsta je Shuvuuia deserti ili "pustinjska ptica". Naziv Shuvuuia potiče od mongolske riječi shuvuu (шувуу), što znači "ptica".

## Opis
Shuvuuia je bila malena i lako građena životinja. Duga 60 cm, po dužini je bila jedan od najmanjih dinosaura. Lubanja je bila lake građe, s dugim i tankim čeljustima i malenim zubima. Shuvuuia je jedinstvena među teropodima zbog sposobnosti da izvede prokinezu, odnosno da pokreće gornju čeljust nezavisno od moždane šupljine.
Zadnji udovi bili su dugi, vitki i s kratkim prstima, što pokazuje znatnu sposobnost trčanja. Međutim, pradnji udovi bili su neobično kratki i snažno građeni. Iako se prije za Shuvuuiu i ostale alvarezsauride smatralo da su imali samo po jedan prst na prednjim udovima, noviji primjerci pokazuju prisustvo redukovanog drugog i trećeg prsta, koji nisu pronađeni kod prijašnjih primjeraka. Kao i ostali alvarezsauridi, Shuvuuia je možda koristila prednje udove za otvaranje gnijezda kukaca, a svoje tanke, neobično pokretljive čeljusti kako bi takav plijen izvadila.
Fosili roda Shuvuuia pronađeni su na dvije lokacije u formaciji Djadochta: Ukhaa Tolgod i Tögrögiin Shiree. Za ta mjesta se smatra da su stara oko 75 milijuna godina. U to vrijeme na istom prostoru postojali su Velociraptor i Protoceratops.

### Perje
Shuvuuia je bila četvrti teropodni rod dinosaura koji je pokazivao direktne dokaze perja. Nomenklaturalni tip bio je okružen malenim, šupljim strukturama nalik cijevima koje su podsjećale na stručak (osnovu) perja današnjih ptica. Iako je taj primjerak bio veoma loše očuvan, biokemijske analize su kasnije pokazale da te strukture sadrže produkte truljenja proteina beta-keratina, ali (što je još važnije) nije bilo dokaza prisutnosti alfa-keratina. Dok se beta-keratin nalazi kod kožnih stanica i stanica perja kod gmazova i ptica, samo kod ptičjeg perja uopće nema alfa-keratina. Ti dokazi pokazuju da je Shuvuuia vjerojatno imala "ogrtač" od perja.

## U popularnoj kulturi
Shuvuuia je prikazana u prvoj epizodi TV serije Discovery Channela Dinosaur Planet; lovi je Velociraptor, ali na kraju završi kao plijen Oviraptoru.

## Vanjske poveznice
- Shuvuuia u Dino Directory